# Julius Goldzier

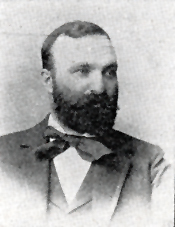
Julius Goldzier

Julius Goldzier (* 20. Januar 1854 in Wien, Österreich; † 20. Januar 1925 in Chicago, Illinois) war ein US-amerikanischer Politiker. Zwischen 1893 und 1895 vertrat er den Bundesstaat Illinois im US-Repräsentantenhaus.

## Leben
Julius Goldzier besuchte die öffentlichen Schulen seiner österreichischen Heimat. Im Jahr 1866 kam er in den Bundesstaat New York. Nach einem anschließenden Jurastudium und seiner Zulassung als Rechtsanwalt begann er ab 1872 in Chicago in diesem Beruf zu arbeiten. Gleichzeitig schlug er als Mitglied der Demokratischen Partei eine politische Laufbahn ein. Zwischen 1890 und 1892 gehörte er dem Stadtrat von Chicago an.
Bei den Kongresswahlen des Jahres 1892 wurde Goldzier im vierten Wahlbezirk von Illinois in das US-Repräsentantenhaus in Washington, D.C. gewählt, wo er am 4. März 1925 die Nachfolge von Walter C. Newberry antrat. Da er im Jahr 1894 nicht bestätigt wurde, konnte er bis zum 3. März 1895 nur eine Legislaturperiode im Kongress absolvieren. Nach dem Ende seiner Zeit im US-Repräsentantenhaus praktizierte Goldzier wieder als Anwalt. Er starb am 20. Januar 1925, seinem 71. Geburtstag, in Chicago, wo er auch beigesetzt wurde.